# 웨이드 판 니케르크
웨이드 판 니케르크(아프리칸스어: Wayde van Niekerk, 1992년 7월 15일 ~ )는 남아프리카 공화국의 육상 선수로 주로 200m와 400m에 나갔다. 그는 400m에서 현재 세계 기록 보유자이자 올림픽과 세계 챔피언이다. 그는 또한 100m를 10초, 200m를 20초, 400m를 44초 더 빠르게 달린 역사상 첫 남자 선수이기도 하다.
판 니케르크는 2014년 코먼웰스 게임에서 은메달을 따고 2013년 하계 유니버시아드에서 1600m 릴레이 동메달을 획득하였다. 그는 2013년과 2015년 세계 육상 선수권 대회에서 남아프리카 공화국을 대표하였다. 2015년 세계 육상 선수권 대회에서 그는 400m 금메달을 획득하였다.
2016년 리우데자네이루 올림픽 400m 결승전에서 그는 43.03초의 세계 기록과 함께 금메달을 획득하였으며, 1999년 세계 육상 선수권 대회에서 마이클 존슨에 의하여 세워진 43.18초를 깼다.

## 경력
케이프타운에서 태어난 판 니케르크는 프리스테이트 대학교에서 마케팅을 전공하기 전에 그레이 칼리지에서 수학하였다. 그는 자신이 21.02초의 개인 전력과 함께 200m 4위를 하던 2010년 세계 주니어 육상 선수권 대회에 국제 데뷔를 하였다. 그는 또한 기디언 트로터와 더불어 국가 대표 팀과 함께 400m 릴레이의 예선들에서 달리기도 하였다. 자신이 20.57초의 개인 신기록과 함께 200m 타이틀을 우승하던 2011년 남아프리카 공화국 육상 선수권 대회에서 그의 시니어 돌파가 다가왔다. 그는 그해에 열린 아프리카 주니어 육상 선수권에 나갔으나 결승전에 이루지 않았다. 2012년 그는 관대하게 달렸으나 46.43초의 최고 기록을 세운 400m를 위하여 재능을 보이기 시작하였다.
2013년 시즌은 400m 달리기 선수로서 판 니케르크의 출현을 표시하였다. 그해 남아프리카 공화국 선수권에서 그 거리에 자신 경력의 두번째 타이틀을 우승한 그는 46초 아래와 함께 우승하였다. 그는 유럽으로 떠나기 전에다카르에서 열린 IAAF 대회를 우승하고, 골든스파이크 오스트라바에서 올림픽 챔피언 키라니 제임스에 밀려 2위를 하여 진행에서 자신의 최고 시간을 45.09초로 향상시켰다. 그해에 열린 하계 유니버시아드에서 400m에 들어간 그는 자격을 얻지 못하는 데 가장 빠른 선수로서 좁게 결승전을 놓쳤다. 기단에 도달하는 데 해낸 그는 남아프리카 공화국 남자 팀이 동메달을 다면서 1600m 릴레이에서 자신의 첫 국제 메달을 획득하였다.
2014년 4월 국내 타이틀 우승은 판 니케르크가 자신의 첫 45초 이하의 달리기 - 44.92초의 최고 기록과 함께 세계 랭킹에 최고로 들어오는 것을 보았다. 네덜란드에서 열린 FBK 경기에 이어 그는 뉴욕 다이아몬드 리그에서 달려 라숀 메릿의 뒤로 밀려 2위를 하였으나 그의 시간 44.38초는 남아프리카 공화국 신기록이었으며 2000년 9월부터 헨드릭 모크가니에치의 시간을 능가하였다. 그는 그해 글래스고에서 열린 코먼웰스 게임에 200m와 400m 둘다에 들어갔으며, 400m에서 44.68초와 함께 키라니 제임스에 밀려 2위를 하였다. 그는 200m 준결승전에 도달하였으나 더욱 긴 단거리달리기의 자신의 성공을 되풀이하지 않았다.
2015년 세계 육상 선수권 대회에서 판 니케르크는 43.48초의 기록과 함께 400m를 우승하였다.
2016년 3월 12일 그는 100m에서 10초 장벽을 깨는 데 107번째 선수가 되었다. 리우데자네이루 올림픽을 위하여 합격한 판 니케르크는 남아프리카 공화국을 위한 기수였다.
올림픽에서 판 니케르크는 43.03초의 세계 기록과 함께 400m 금메달을 획득하여 1999년 마이클 존슨의 기록을 깼다. 판 니케르크는 1924년 스코틀랜드의 에릭 리델 이래 8번째 레인으로부터 올림픽 400m를 우승하는 데 첫 선수가 되었다.